# 劉觀光
劉觀光（？—？），字覲國，别號蘿徑，廣東廣州府南海縣人，明朝政治人物。

## 生平
登萬曆二十五年（1597年）丁酉科举人，三十二年（1604年）甲辰科成進士，萬曆末分守武昌，署提學道，憐才愛士，諸生如彭光祀、劉映震等皆被其賞拔。万历四十三年二月，为湖广参议。天启元年（1621年）閏二月，升湖广按察司副使刘观光为陕西布政使司右参政。五年十二月，升河南布政使司右布政劉觀光為山東左布政使。

## 引用
1. ↑  《万历三十二年甲辰科进士履历便览》：刘观光，萝径，诗一，戊寅十月二十五日生，南海县籍顺德县人，丁酉十七，会七十八，二甲六，礼部政，本年授保定府教授，丙午升南助教，丁未升户部广西司主事，己酉升河南司员外，管德州仓，辛亥升贵州佥事，乙卯升湖广参议，己未加升副使，辛酉升陕西右参政，癸亥升湖广按察使，甲子升河南右布政，乙丑升山东左布政，丙寅丁忧。曾祖朝賓，祖道东，父定殷。
2. ↑  《明憙宗实录》